# Битка за Вестерплате
Отбраната на Вестерплате (на полски: Oblężenie Westerplatte) е първата битка от Втората световна война.
Водена е за военно-транзитен склад, разположен на полуостров Вестерплате в Гданск, част от Полската кампания на Нацистка Германия, започнала на 1 септември 1939 година.

## История
Вестерплате е полуостров на полския бряг на Балтийско море, близо до град Гданск, на самото устие на река Мъртва Висла, където до деня на битката е разположен полски военно-транзитен склад, охраняван от неголям гарнизон на полската армия.
През 1920 година Гданск (Данциг) отново става свободен град (под юрисдикцията на Лигата на нациите). В съответствие с Парижкото съглашение от 9 ноември 1920 г. Полша представлява и защитава интересите на гражданите на Гданск.
На 14 март 1924 година Полша получава съгласието на Лигата на нациите за създаване на военен склад, разположен на полуостров Вестерплате, а на 7 декември 1924 година – и да разположи малък гарнизон за неговата охрана.
На 31 декември 1924 година Полша официално получава права над територията на военно-транзитния склад. На 18 януари 1926 година в 14.00 часа на борда на кораба ORP „Mewa“ пристига първото подразделение от гарнизона на Вестерплате.
Претенциите на Германия към Свободния град Гданск стават главен повод за нападението над Полша. На 1 септември 1939 година германците обявяват включването на Данциг в състава на Третия райх и преминават към ликвидация на всички полски институции на негова территория, главни от които са полското пощенско управление и Военно-транзитният склад, явяващи се първите цели на немското настъпление в началото на инвазията.